# Султан Казы-Гирей, Андрей Андреевич
Султан Казы-Гирей (в православии — Андрей Андреевич Быхты-Гиреевич) (1807/1809 — 11 апреля 1863) —представитель одной из младших ветвей крымской ханской династии Гиреев (чингизид), генерал-майор российской армии (1859).

## Биография
Один из четырёх сыновей крымского султана Бахти-Гирея (род. 1790). Его матерью была шотландка Анна Васильевна (? — 1853). Племянник проживавших в Закубанье генерал-лейтенанта султана Менгли-Гирея и генерал-майора султана Азамат-Гирея. Сестра Мубарек-Султан стала женой ногайского мурзы Хаджи Таганова.
Родился в ауле близ р. Жинагас (Джеганас), позднее проживал в низовьях р. Инжидж (Большой Зеленчук).
26 ноября 1826 года Султан Казы-Гирей поступил на службу рядовым в 7-й карабинерский полк (переименован в Эриванский карабинерский полк). Участник русско-персидской войны 1826—1828 годов, участвовал в боях под Аббас-Абадом, Сардар-Абадом, награждён серебряной медалью на Георгиевско-Владимирской ленте «За Персидскую войну 1826, 1827, 1828».
С 30 апреля 1830 года — юнкер в лейб-гвардии Кавказско-Горского полуэскадрона собственного Его Императорского Величества конвоя. Участвовал в польской военной кампании с 25 февраля по 15 ноября 1831 года, был награждён золотой медалью с надписью «За храбрость» на Георгиевской ленте для ношения на шее, польским военным орденом «За военные достоинства» 5-й степени. Произведен из юнкеров в чин корнета 1 мая 1832 года с оставлением в полуэскадроне до 20 января 1841 года.
С 15 апреля 1836 по октябрь 1838 года Султан Казы-Гирей временно состоял «под личным начальством командира Отдельного Кавказского корпуса в Тифлисе». Произведен в поручики 1 января 1837 года, штабс-ротмистры — 27 декабря 1839 года. В 1840 году ему было объявлено монаршее благоволение. Выбыл из лейб-гвардии майором 20 января 1841 года с состоянием по кавалерии при Отдельном Кавказском корпусе и прикомандированием к Хоперскому полку. Переведен в Нижегородский драгунский полк майором 4 октября 1842 (по др. данным 28 октября 1840) с прикомандированием к Образцовому кавалерийскому полку для изучения порядка службы. С 18 марта 1842 по 1846 год прикомандировывался к Хоперскому казачьему полку.
С 13 августа 1846 года — подполковник. Командовал Хоперским, с 13 августа 1846 года — 2-м Кубанским казачьим полком, Моздокским полком. С 8 ноября 1847 года — командир 6-й бригады (станица Ессентукская), позднее — 8-й (город Моздок) бригады Кавказского линейного казачьего войска «с жалованием 560 рублей 55 копеек и столовых 1000 рублей». Произведен в полковники 9 апреля 1849 (27 июля 1849 года).
В 1849—1852 годах Султан Казы-Гирей участвовал в военных действиях против горцев на левом фланге Кавказской линии. С 24 декабря 1852 (24 декабря 1853) — командир 5-й бригады Кавказского линейного казачьего войска (станица Беломечетская). К 30 декабрю 1854 года — начальник Балалпашинского участка. В 1858 году — командир 6-й бригады, начальник Верхне-Кубанского округа. В 1859 году получил чин генерал-майора.
Награждён орденами св. Анны 2-й степени, св. Анны 2-й степени с императорской короной, Золотым оружием — шашкой с надписью «За храбрость». Проживал в Кубанской области в бжедугском (хамышеевском) ауле Бахта.
Известен как писатель и просветитель. Был знаком с А. С. Пушкиным, который опубликовал его повести «Долина Ажитугай» (1836) и «Персидский анекдот» (1836). Выступал с предложениями по политическому переустройству края в «Записках», в том числе «О методах благоразумного и мирного покорения русским правительством горцев Северного Кавказа».
15 сентября 1854 года Султан Казы-Гирей принял православное крещение под именем Андрея Андреевича.

## Семья и дети
Был дважды женат. Имя его первой жены неизвестно. От первого брака — дочери Хани-старшая, род. 1 октября 1842 года и Хани-младшая, род. 15 мая 1844 года.
Вторично женился на Людмиле, дочери войскового старшины Ивана Никифоровича Лучкина.